# José Armenteros
José Alexis Armenteros Suárez (Rodas, 13 de diciembre de 1992) es un deportista cubano que compite en judo.
Ganó una medalla en el Campeonato Mundial de Judo de 2014 y seis medallas en el Campeonato Panamericano de Judo entre los años 2013 y 2018. En los Juegos Panamericanos de 2015 consiguió una medalla de bronce.

## Palmarés internacional
| Campeonato Mundial      | Campeonato Mundial        | Campeonato Mundial | Campeonato Mundial |
| Año                     | Lugar                     | Medalla            | Categoría          |
| ----------------------- | ------------------------- | ------------------ | ------------------ |
| 2014                    | Cheliábinsk (Rusia)       | Medalla de plata   | –100 kg            |
| Juegos Panamericanos    |                           |                    |                    |
| Año                     | Lugar                     | Medalla            | Categoría          |
| 2015                    | Toronto (Canadá)          | Medalla de bronce  | –100 kg            |
| Campeonato Panamericano |                           |                    |                    |
| Año                     | Lugar                     | Medalla            | Categoría          |
| 2013                    | San José (Costa Rica)     | Medalla de plata   | –100 kg            |
| 2014                    | Guayaquil (Ecuador)       | Medalla de oro     | –100 kg            |
| 2015                    | Edmonton (Canadá)         | Medalla de oro     | –100 kg            |
| 2016                    | La Habana (Cuba)          | Medalla de oro     | –100 kg            |
| 2017                    | Ciudad de Panamá (Panamá) | Medalla de oro     | –100 kg            |
| 2018                    | San José (Costa Rica)     | Medalla de bronce  | –100 kg            |